# Saúl Montes Bradley
Saúl Mariano Arturo Montes Bradley (Rosario, Argentina, 2 de junio de 1907 - ibíd., 21 de noviembre de 1945) fue un publicista, dibujante y diseñador gráfico argentino. Alumno de Carlos Enrique Dieulefait en el Instituto de Estadística de la Facultad de Ciencias Económicas de la Universidad Nacional del Litoral (hoy Universidad de Rosario). Creó y desarrolló un sistema universal de representación gráfica de las estadísticas, introduciendo recursos técnicos de la heráldica clásica en la notación, trabajo que le valió, el 11 de julio de 1941, su incorporación como miembro de la Sociedad Argentina de Estadística del Museo Social Argentino. En el momento de su incorporación a SAE, Montes Bradley disertó sobre “El método de isotipos y su estudio”, lectura que obtuvo reconocimiento internacional. Montes Bradley fue director de la Revista de la Asociación Gremial del Comercio y la Industria de Rosario. Actuó en la reestructuración de la Dirección de Estadística de la Municipalidad de Rosario; en el Ministerio de Agricultura de la Nación Argentina y fue Vicepresidente Regional de la Liga Argentina de Empleados Públicos. Falleció en la ciudad de Rosario, el 21 de noviembre de 1945.